# Campionati europei di pattinaggio di velocità 2024 - Team sprint maschile
L'evento del team sprint maschile dei Campionati europei di pattinaggio di velocità 2024 si è svolto il 6 gennaio 2024 alla Thialf di Heerenveen, nei Paesi Bassi.

## Risultati
| Pos | Pair | Corsia | Nazione                                                                    | Tempo   | Diff  |
| --- | ---- | ------ | -------------------------------------------------------------------------- | ------- | ----- |
| 1   | 2    | c      | Polonia Marek Kania Piotr Michalski Damian Żurek                           | 1:18.31 |       |
| 2   | 3    | c      | Norvegia Pål Myhren Kristensen Bjørn Magnussen Håvard Holmefjord Lorentzen | 1:18.81 | +0.50 |
| 3   | 2    | s      | Paesi Bassi Stefan Westenbroek Jenning de Boo Wesly Dijs                   | 1:20.61 | +2.30 |
| 4   | 3    | s      | Germania Maximilian Strübe Moritz Klein Hendrik Dombek                     | 1:21.27 | +2.96 |
| 5   | 1    | s      | Finlandia Tuukka Suomalainen Juuso Lehtonen Samuli Suomalainen             | 1:22.84 | +4.53 |